# Myosotidium hortensium

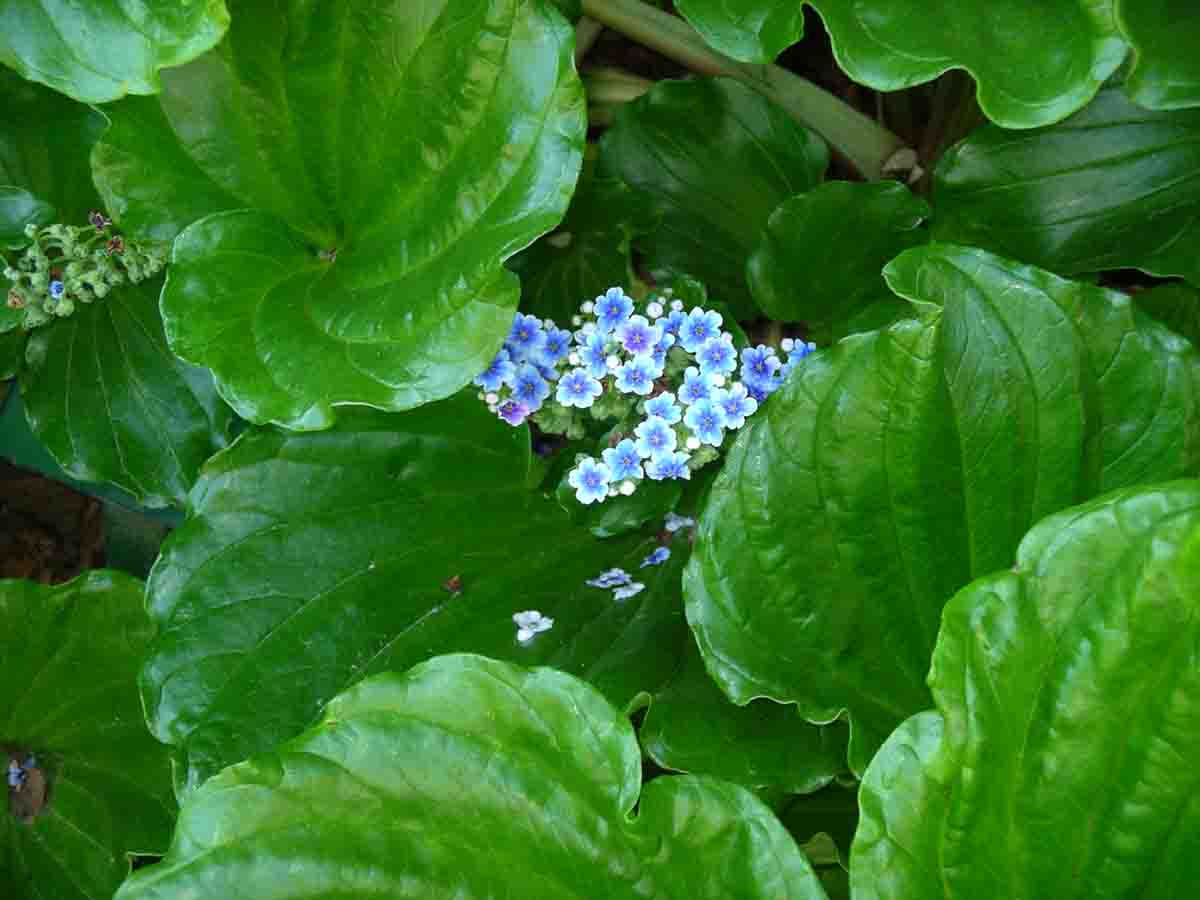
Myosotidium

Myosotidium es un género monotípico de plantas perteneciente a la familia Boraginaceae. Este género está representado por una sola especie Myosotidium hortensium, el  no me olvides de las Islas Chatham,  nativa de las Islas Chatham, Nueva Zelanda.

## Descripción
Myosotidium hortensia es una planta carnosa con grandes hojas orbiculares que tienen racimos de flores azules terminales.Es muy utilizada como planta ornamental.
A pesar de que se produce sólo en la Islas Chatham, un estudio de 2011 sugerido que el ADN de sus parientes más cercanos se encuentran en el Mediterráneo, pero un estudio adicional de 2016 ha demostrado que la especie más cercana conocida probablemente proviene de América. Sin embargo, esto indica una extensión extremadamente larga de semillas aladas.

## Taxonomía
Myosotidium hortensium fue descrito por (Decne.) Baill. y publicado en Hist. Pl. (Baillon) 10: 333. 1890
Sinonimia
- Cynoglossum cyaneum Hook.f.
- Cynoglossum nobile Hook.f.
- Myosotidium nobile (Hook.f.) Hook.
- Myosotis hortensia Decne.[5]